# Voie des Fêtes et voie navette du métro de Paris
Vous lisez un « bon article » labellisé en 2010.

Schéma des voies navette et des Fêtes entre les lignes 3 bis et 7 bis.

La voie des Fêtes et la voie navette du métro de Paris sont deux tunnels de raccordement à voie unique entre les lignes 3 bis à la station Porte des Lilas, et 7 bis aux stations Place des Fêtes et Pré-Saint-Gervais, situés dans le 19e arrondissement de Paris.
La voie des Fêtes tient son nom de la station dans laquelle elle prend naissance ; c'est sur cette voie que l'on trouve notamment la station fantôme Haxo, qui n'a jamais été ouverte au public. La voie navette tient, elle, son nom d'une navette reliant les terminus des lignes 3 et 7 (aujourd'hui 3 bis et 7 bis) de 1921 à 1939. Durant les années 1950, elle sert de terrain d'expérimentation pour la RATP, notamment pour les premiers essais de pilotage automatique en 1951, puis du premier prototype au monde de métro sur pneumatiques, le MP 51, de 1952 à 1956.

## Tracé

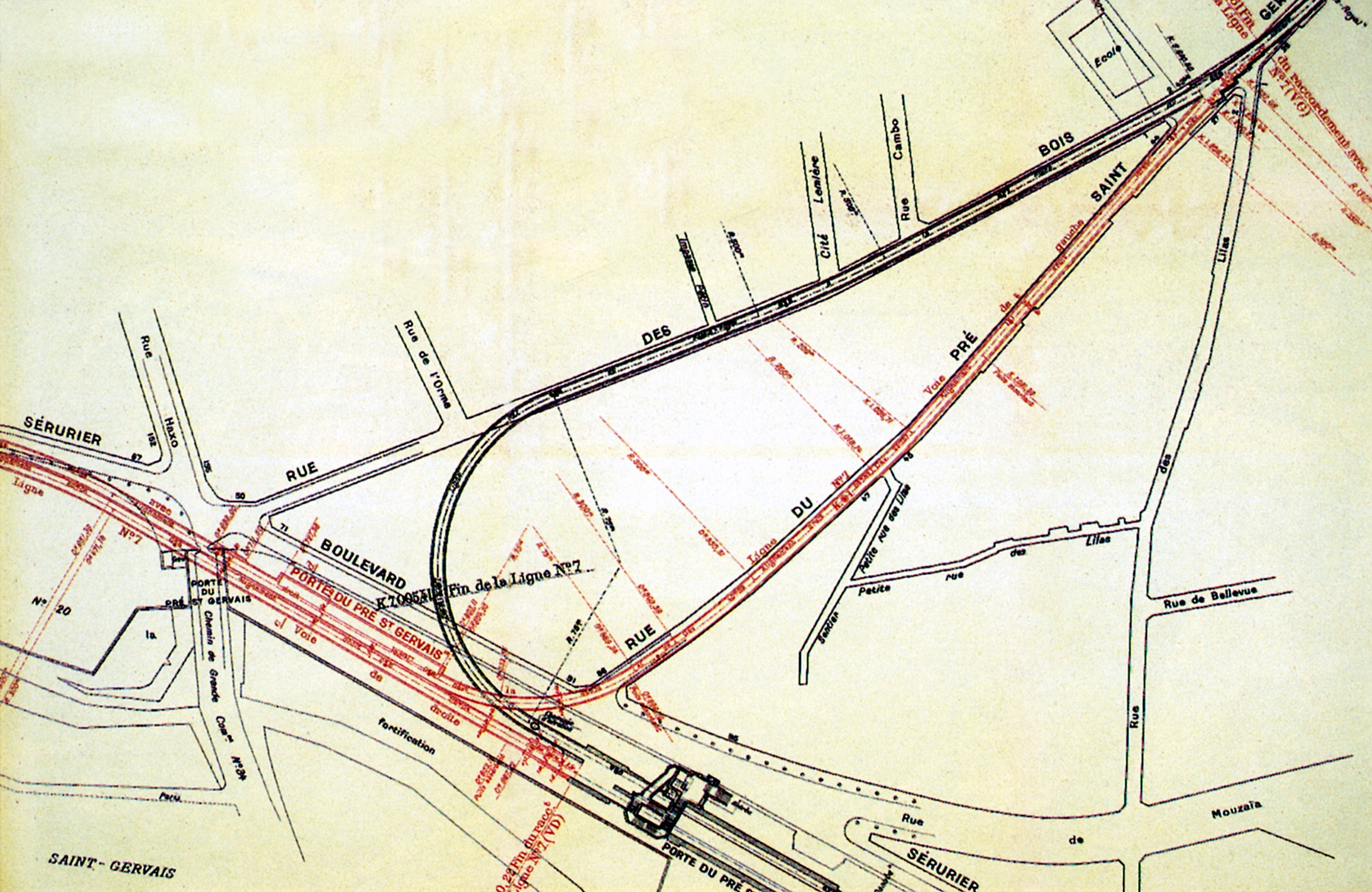
Plan du raccordement des lignes 3 bis et 7 bis. En noir, le tunnel à voie unique de l'actuelle ligne 7 bis entre Place des Fêtes (en haut) et Pré-Saint-Gervais (en bas). En rouge, la voie des Fêtes, avec la station Haxo, et en bas, la voie navette.

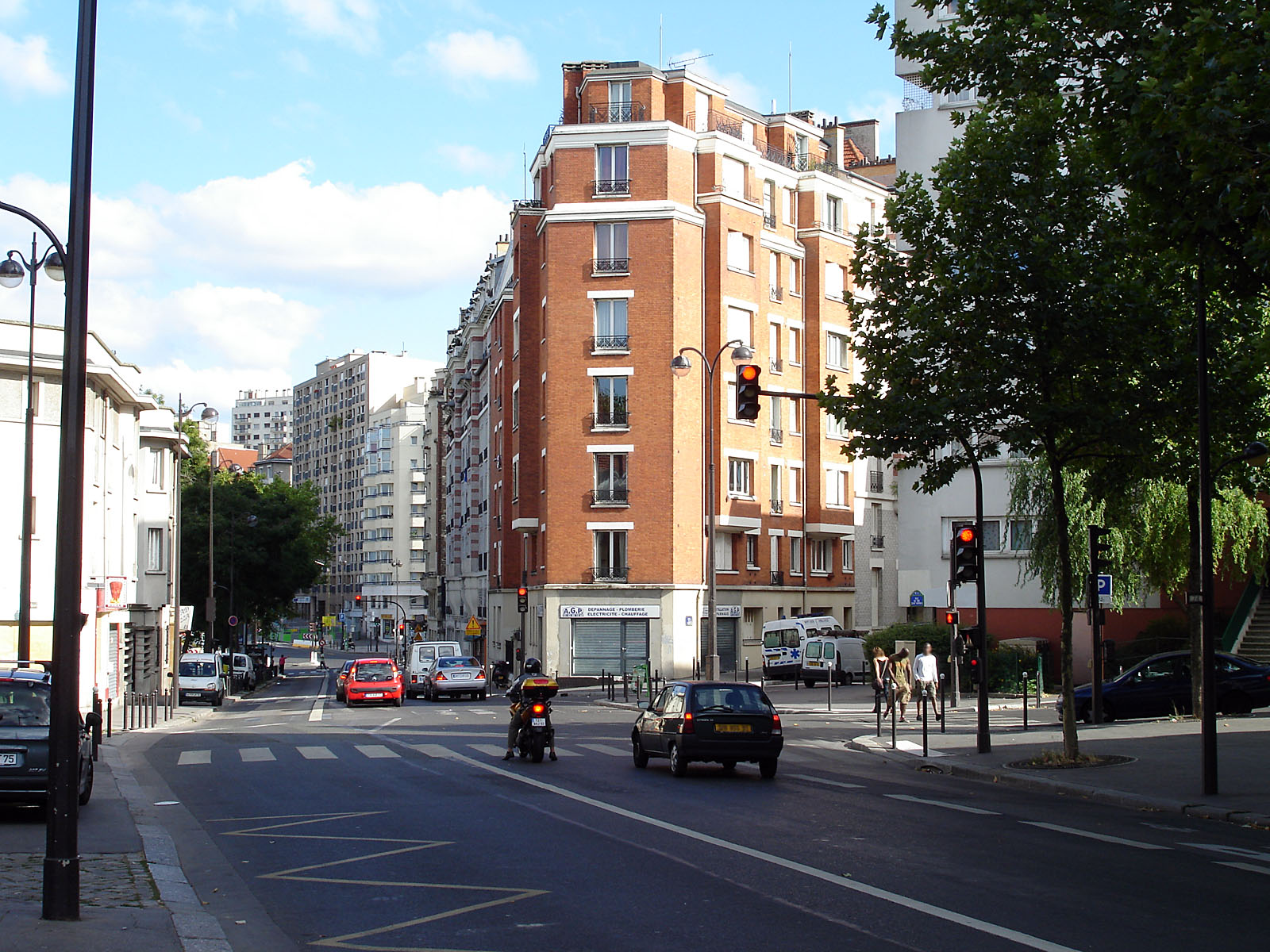
Le boulevard Sérurier, vu en direction du sud. Au-dessous de ce tronçon se situe la station de métro « fantôme » Haxo, sur la voie des Fêtes.

La voie des Fêtes se détache peu après la station Place des Fêtes de la ligne 7 bis, et se place sous la rue du Pré-Saint-Gervais. Après une courbe en direction du sud-est, elle passe en dessous de la ligne 7 bis et se place sous le boulevard Sérurier, un des boulevards des Maréchaux situé dans l'est de la capitale, puis dessert la station fantôme Haxo. Plus loin, elle se joint à la voie navette avant de desservir avec elle la station Porte des Lilas - Cinéma, à deux voies encadrées de deux quais latéraux.
Longue de 770 mètres, la voie navette se situe entièrement sous le boulevard Sérurier. D'un profil en long et en plan difficile, elle possède une courbe serrée de soixante-quinze mètres de rayon et une rampe de 40 ‰ sur trois cents mètres.
Dès la sortie de la station Porte des Lilas - Cinéma, les deux voies fusionnent en une courte voie unique qui se raccorde à la ligne 3 bis, sur la voie en direction de Gambetta.

## Histoire

### Chronologie
- 27 novembre 1921 : ouverture du tronçon Gambetta - Porte des Lilas de la ligne 3 et de la navette entre les lignes 3 et 7 ;
- 3 septembre 1939 : arrêt de la navette ;
- 13 avril 1952 au 31 mai 1956 : expérimentation du MP 51.

### La jonction des lignes 3 et 7
Le Conseil municipal de Paris lors de sa délibération du 14 juin 1901 avait émis le souhait de voir étudier un réseau complémentaire aux premières lignes construites afin de ne laisser, en principe, aucun point de la ville à plus de quatre cents mètres d'une station du métropolitain.
Le projet de Fulgence Bienvenüe présenté le 4 décembre 1901 propose plusieurs nouvelles lignes et prolongements, dont celui de la ligne 3 de Gambetta à la porte de Romainville (Porte des Lilas). Outre la station terminale de la ligne 3, une deuxième station est réalisée, d'où débute un tunnel à double voie prolongé par deux tunnels à voie unique se raccordant à la ligne 7 (actuelle 7 bis) afin de prévoir une exploitation de cette dernière jusqu'à Porte des Lilas.
Une des deux voies de cette liaison se raccorde à la station Place des Fêtes, la voie des Fêtes, avec une station intermédiaire à sens unique, désignée dans le projet Porte du Pré-Saint-Gervais, popularisée depuis sous le nom de Haxo qui n'est distante que de 100 m de l'autre station nommée également dans le projet Porte du Pré-Saint-Gervais et maintenant devenue Pré-Saint-Gervais. L'autre se raccorde à la station Pré-Saint-Gervais, la voie navette. Le prolongement prévu, avec le raccordement complémentaire à la ligne 7, est long de 2,157 kilomètres.
Les travaux sont presque achevés à la veille de la Première Guerre mondiale, durant laquelle ils se poursuivent au ralenti. Le tronçon est remis à la CMP le 23 février 1920, mais cette dernière n'aménage pas immédiatement le prolongement : elle attend l'engagement de la Ville à verser les fonds nécessaires dans l'attente de la nouvelle convention de 1920. Les derniers travaux sont repris en décembre 1920.

### La navette

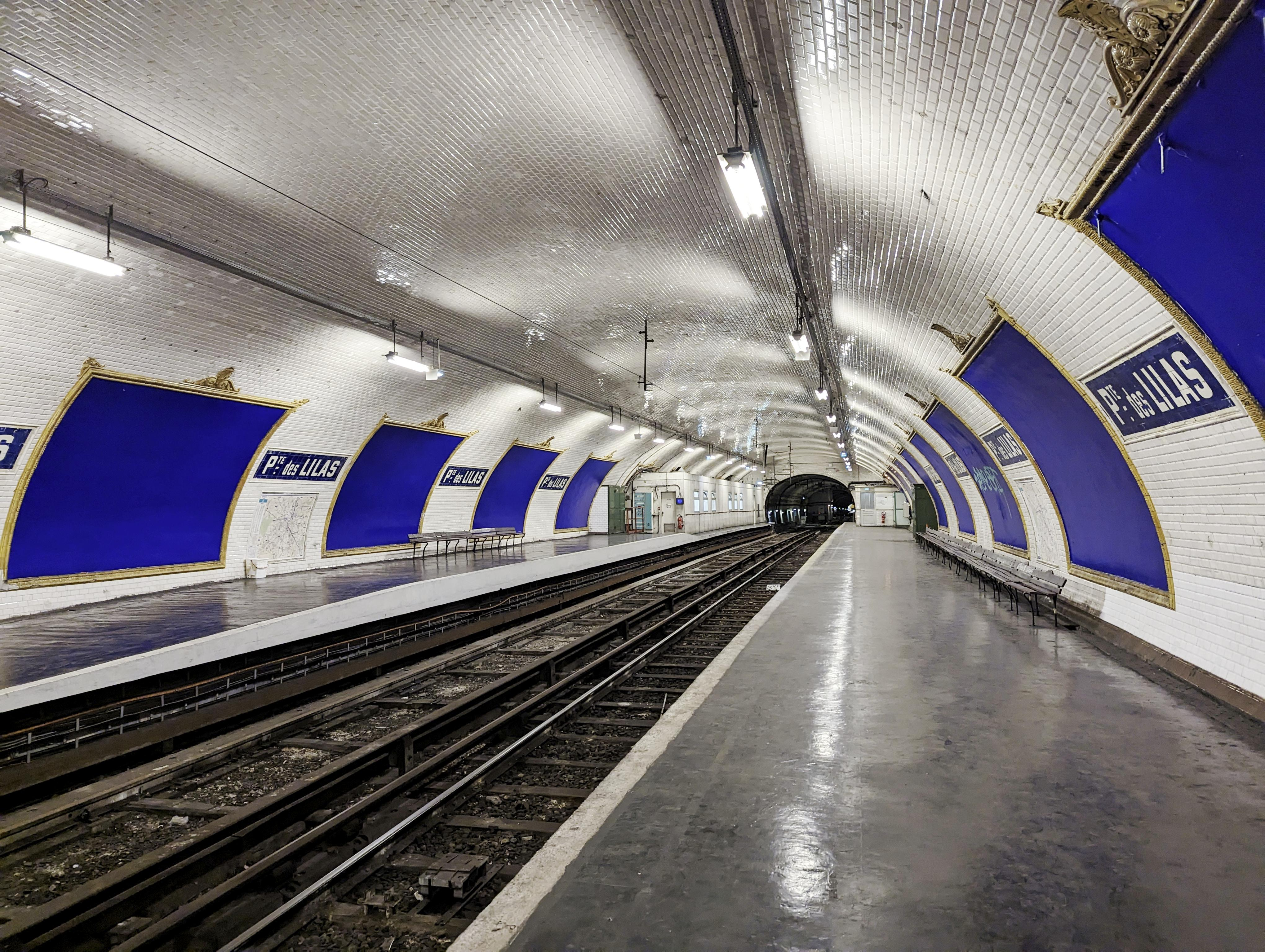
La station Porte des Lilas - Cinéma.

Depuis les projets originels, l'idée d'envoyer les trains de la ligne 7 à la porte des Lilas avait été abandonnée, les trains de la ligne 3 suffisant largement à cette desserte (la ligne 11 n'existait pas à cette époque). Néanmoins afin de relier les lignes 3 et 7, une exploitation sous forme de navette est prévue sur la voie nord du raccordement, appelée depuis la voie navette, entre les stations Pré-Saint-Gervais et Porte des Lilas. Celle-ci est assurée avec une unique rame formée de deux motrices dites « petites Sprague » de 10,85 mètres de long, prélevées sur la ligne 2. La faible capacité de cette rame suffit amplement pour le trafic à assurer.
La voie des Fêtes et la station Haxo sont de ce fait devenues inutiles : la voie ne sert alors qu'au garage des trains de la ligne 3, tandis que la station n'est pas achevée et reste, en particulier, sans accès à la voie publique,.
La navette est inaugurée le 27 novembre 1921, avec le prolongement de la ligne 3, actuelle ligne 3 bis. Mais cette très courte ligne cesse de fonctionner avec la mise en place du service restreint durant la Seconde Guerre mondiale, le 3 septembre 1939.

### L'expérimentation du métro sur pneumatiques

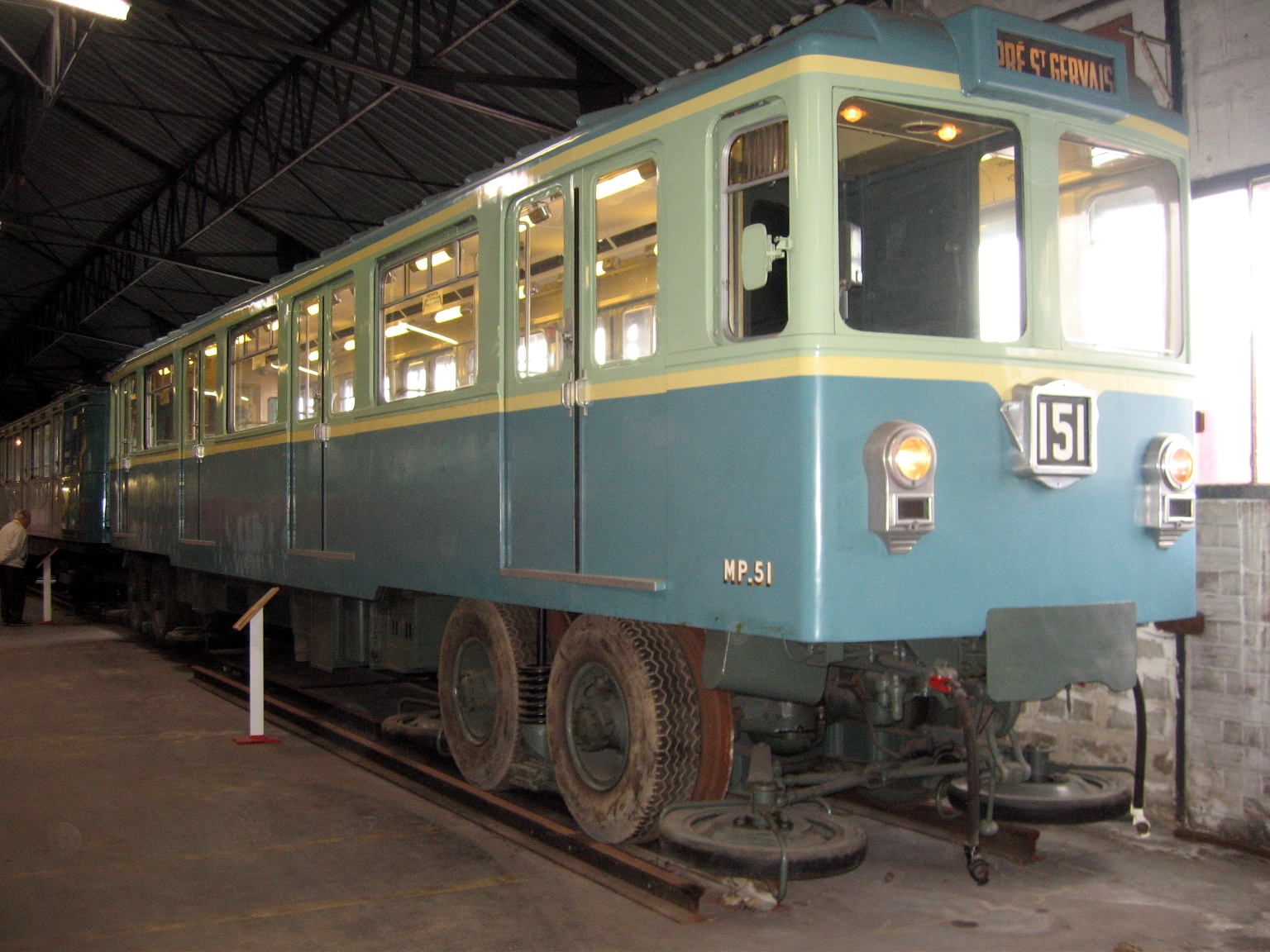
Le prototype MP 51, aujourd'hui préservé par le musée des transports urbains, interurbains et ruraux.

Après la guerre, la voie navette n'est pas rouverte au service commercial, au vu de sa très faible fréquentation. Elle est en revanche utilisée pour de nombreux tests de la RATP, notamment ceux portant sur les premiers essais de pilotage automatique en 1951 et ceux du premier prototype au monde de métro sur pneumatiques, le MP 51, de 1952 à 1956.
Après les premiers tests effectués, le MP 51 semble tout à fait fiable aux ingénieurs de la régie. Il est en conséquence utilisé quotidiennement en service voyageurs sur la voie navette de 13 h 30 à 19 h 30, du 13 avril 1952 au 31 mai 1956. Il ne s'agit pas d'une remise en service commercial de cette voie, l'exploitation étant suspendue les jours de révision de l'automotrice. Le trafic demeure d'ailleurs très faible, essentiellement constitué de curieux et d'enfants des écoles. Il est régulièrement proposé à un voyageur, souvent un enfant, de conduire le métro : celui-ci enclenche le pilotage automatique que la RATP teste également lors de ces essais. Des capteurs sont placés sous le véhicule et reçoivent un programme, envoyé par le biais d'un courant alternatif diffusé par un fil situé sur la voie, dessinant une grecque à pas variable.

## Reconversion

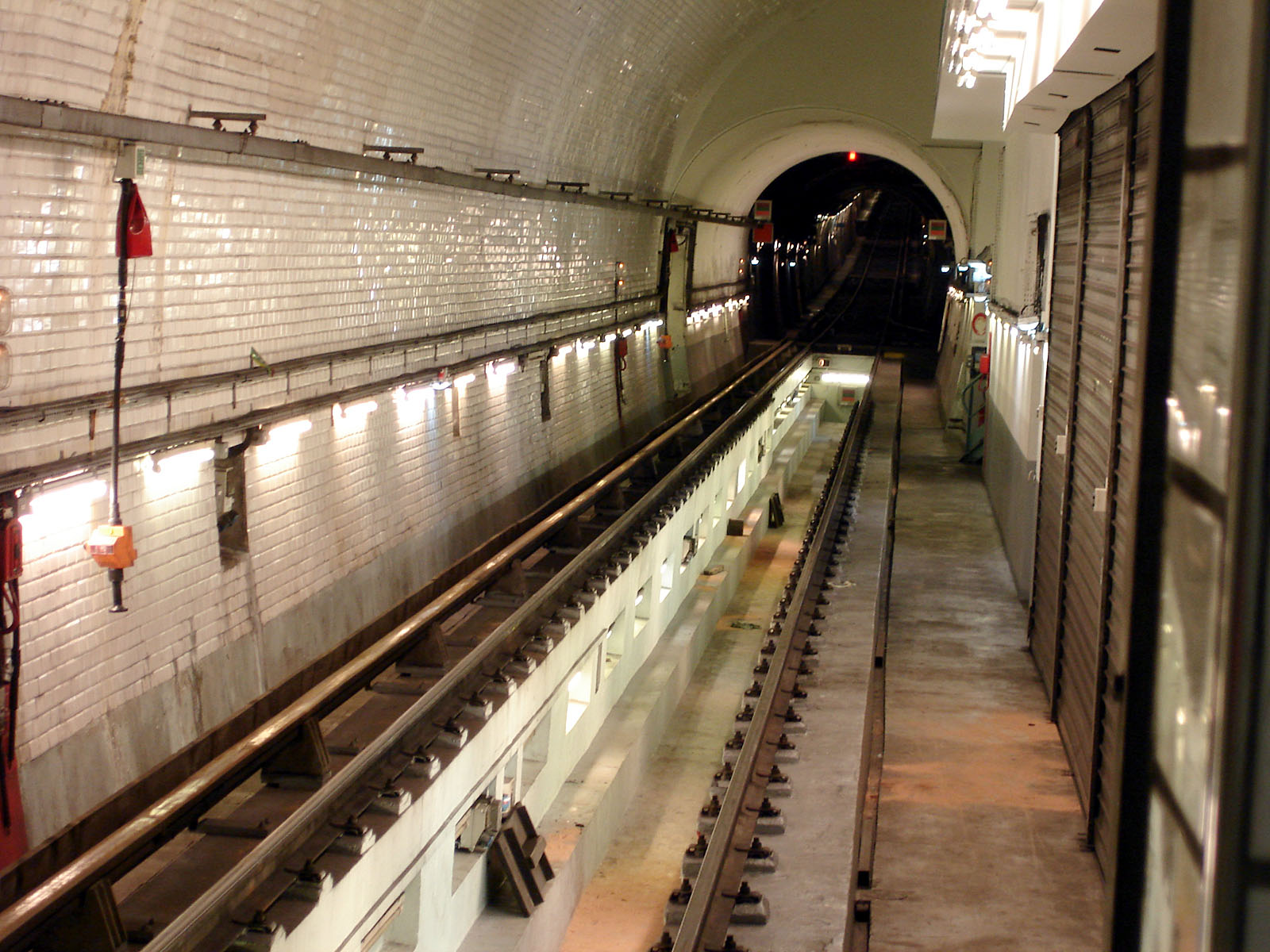
La voie navette débouche au nord dans la station Pré-Saint-Gervais, où un petit atelier de maintenance du matériel MF 88 de la ligne 7 bis a été aménagé.

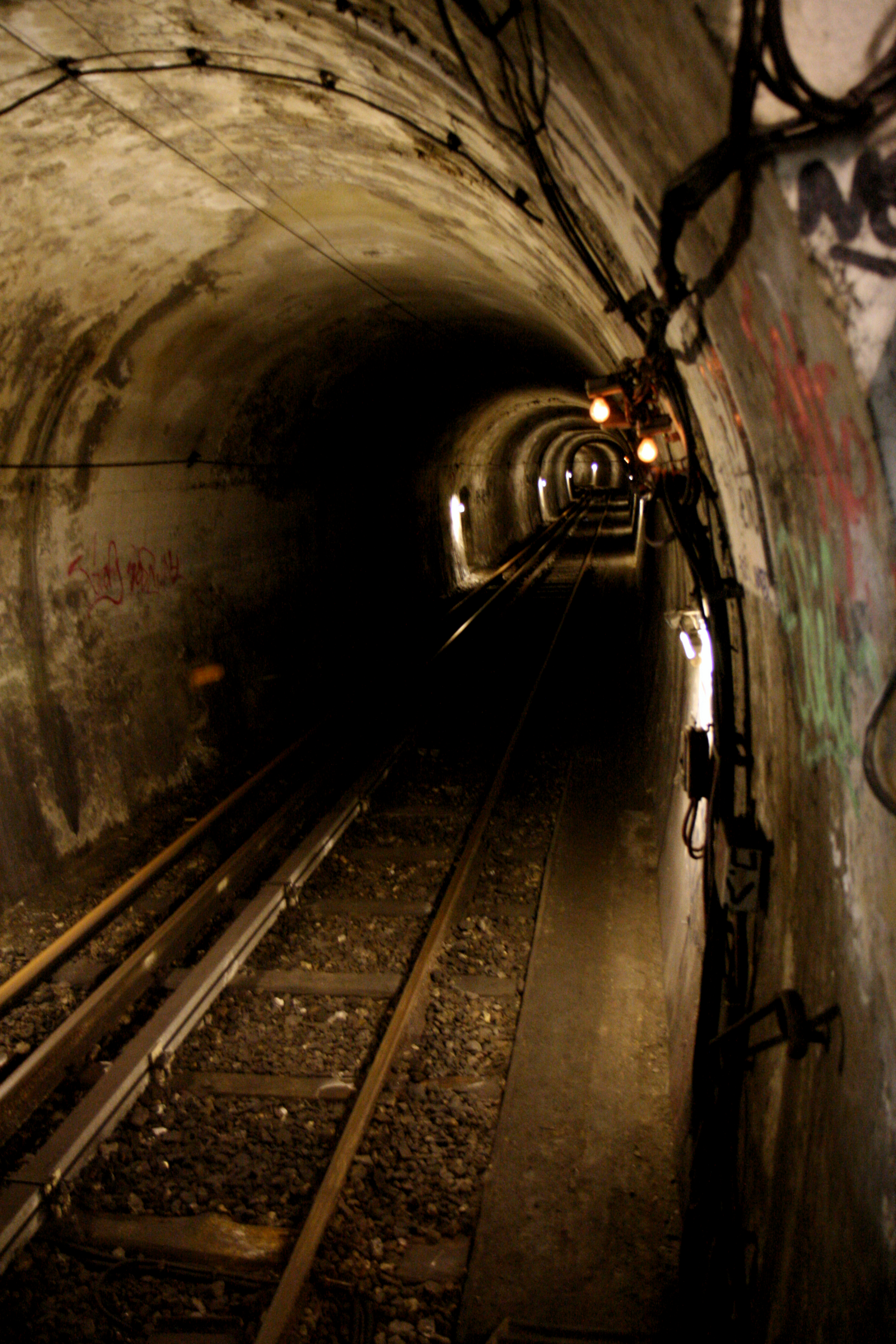
La voie des Fêtes vue depuis la station Haxo en direction de Porte des Lilas.

Après avoir servi de voie d'instruction pour les conducteurs du métro, sur fer puis sur pneumatiques, ainsi que pour le rodage des nouveaux matériels roulants, la voie navette a été reconvertie au nord, du côté de la station Pré-Saint-Gervais, en poste de visite renforcée, c'est-à-dire en petit atelier de maintenance pour le matériel MF 88 de la ligne 7 bis. Le tunnel est lui partiellement utilisé pour le garage des rames, avec sept positions de garage. Au-delà d'une grille de séparation, la voie conserve toujours ses pistes en bois et ses pistes en béton pour pneumatiques datant des essais du MP 51.
Au sud, la station Porte des Lilas des voies navette et des Fêtes a trouvé un rôle insolite. Inutilisée en service commercial depuis 1939, si l'on excepte la réouverture provisoire d'un des deux quais de la station de 1952 à 1956, pour les circulations avec voyageurs du MP 51, elle a été reconvertie en plateau de tournage pour la publicité et le cinéma, d'où son appellation courante Porte des Lilas - Cinéma. Le tournage dans les stations du métro ouvertes au public est en effet très contraignant, du fait de la courte interruption nocturne qui permettrait leur utilisation. La plupart des films ayant pour cadre le métro parisien y sont réalisés. Des plaques émaillées factices, portant d'autres noms de stations, sont fabriquées selon les besoins des films afin de la transformer en une autre station, le temps d'un tournage.

## Projets
Ces deux voies sont notamment envisagées pour servir à la possible fusion des lignes 3 bis et 7 bis, prévue au schéma directeur de la région Île-de-France (SDRIF).